# Gibboxyletinus
Gibboxyletinus is een geslacht van kevers uit de familie van de klopkevers (Anobiidae).

## Soort
- Gibboxyletinus intermedius Pic, 1901